# Monzonit
Monzonit – obojętna skała magmowa typu głębinowego o strukturze drobnokrystalicznej lub średniokrystalicznej i barwie szarej lub ciemnoszarej. Na diagramie klasyfikacyjnym QAPF monzonit zajmuje pole 8.
Dawne nazwy: gabro ortoklazowe, gabro syenitowe, gabrosyenit.
W skład monzonitu wchodzą skaleń potasowy i plagioklazy (oligoklaz-andezyn), niewielka ilość kwarcu (do 5%), pirokseny (augit, diopsyd, hipersten), amfibole (hornblenda), biotyt, oliwiny, minerały akcesoryczne: apatyt, tlenki żelaza, tytanit, spinel, piryt, cyrkon, allanit i inne.